# Museo del Banco de Corea
El Museo del Banco de Corea (Hangul:한국은행 화폐금융박물관; Hanja:韓國銀行貨幣金融博物館), es un Museo de economía y de Numismática, en Seúl, fundado por el Banco de Corea el 13 de junio de 2001. Su dirección es 110 Namdaemunno 3-ga, Jung-gu, Seúl.
El museo está ubicado en un edificio histórico protegido en Seúl, construido en 1912 y anteriormente era la oficina central del Banco de Corea. Su director actual es Jeon Han-baek.